# Will Roscoe
Will Roscoe (* 8. Februar 1955 in Montana) ist ein US-amerikanischer Historiker und LGBT-Aktivist.

## Leben
Roscoe wuchs in Missoula, Montana auf. Nach seiner Schulzeit in Montana studierte er Geschichte an der University of Montana und gründete dort 1975 die erste LGBT-Organisation Lambda Alliance in Montana. Danach ging er nach Kalifornien. Roscoe unterrichtete nach dem Ende seines Studiums Anthropologie, Native Amerikanische Studien und Amerikanische Geschichte an der UC/Santa Cruz, an der San Francisco State University, an der UC/Berkeley, am California Institute of Integral Studies und Dominican College.
Roscoe war als LGBT-Aktivist in den 1980er und 1990er tätig. Er schrieb als Autor mehrere Bücher.

## Preise und Auszeichnungen (Auswahl)
- Margaret Mead Award
- 1992: Lambda Literary Award für The Zuni Man-Woman
- 2003: Monette-Horowitz Achievement Award
- 2005: Lambda Literary Award für Jesus and the Shamanic Tradition of Same-Sex Love

## Werke (Auswahl)
- 2004: Jesus and the Shamanic Tradition of Same-Sex Love, San Francisco: Suspect Thoughts Press
- 1998: Changing Ones: Third and Fourth Genders in Native North America, Palgrave/St. Martin’s Press
- 1995: Queer Spirits: A Gay Men’s Myth Book, Boston: Beacon Press
- 1991: The Zuni Man-Woman, Albuquerque: University of New Mexico Press
- Islamic Homosexualities (gemeinschaftlich mit Stephen O. Murray)
- Boy-Wives and Female Husbands (gemeinschaftlich mit Stephen O. Murray)